# Vegyület
Vegyületeknek nevezzük az olyan kémiailag tiszta anyagokat, melyeket két, vagy több kémiai elem atomjai vagy ionjai alkotnak, meghatározott arányban. A vegyérték szigorúan meghatározza ezt az arányt.  A vegyületek kémiai reakciókkal bonthatók alkotóelemeikre, valamint az alkotórészek eredeti tulajdonságait nem mutatják (gondoljunk példaként a szén-dioxidra, mely nem táplálja az égést, miközben a benne levő oxigén, mint elem táplálja az égést).
Az elemek vegyülési arányainak törvényszerűségeit Joseph Louis Proust (állandó súlyviszonyok törvénye), majd John Dalton (többszörös súlyviszonyok törvénye) fogalmazták meg először.
A vegyületet alkotó anyagok részecskéi (atomjai, ionjai) kémiai kötésekkel kapcsolódnak egymáshoz.

## A vegyületek képlete és megnevezése
A vegyületeknek a tudományos nevük mellett több, hétköznapi neve is lehet, azonban mindegyik vegyületet le lehet írni kémiai képlettel. A félreértések elkerülése végett minden ismert vegyületnek van egy nemzetközi azonosító száma is: CAS-szám.
Például a víz (hétköznapi név), képlete: H2O, a hidrogén és az oxigén vegyülete.
Tudományosan dihidrogén-monoxidnak nevezzük, mert két (görög eredetű előtaggal „di-”) hidrogénatom alkot egy (azaz „mon[o]-”) oxigénatommal egy vízmolekulát. A hidrogén és az oxigén mólaránya tehát kötött: 2 : 1.

### Vegyületek és nem vegyületek
Összetett anyagok, többféle elem atomjaiból, ionjaiból épül(het)nek fel, de nem vegyületek a keverékek.
Például a hidrogén- és az oxigéngáz 2:1 arányú összekeverése még nem alkot vegyületet, azaz nem képződik víz. Ennek a keveréknek (a durranógáznak) előbb kémiai reakción kell átesnie, hogy valóban vegyületet, azaz vizet alkossanak.
Nem vegyület tehát a levegő sem, bár gázhalmazállapotú fő alkotóinak (nitrogén és oxigén) aránya meglehetősen stabil. Szintén nem tekinthetők vegyületnek egyéb mesterséges keverékek, álljanak azok elemekből vagy vegyületekből, még ha a köztük lévő arány állandó is (például szigorú receptúra alapján készített gázkeverékek).
Hasonlóan nem tekinthetők vegyületnek az oldatok sem.
Általánosságban az ötvözetek sem tekinthetők vegyületnek (inkább szilárd oldatok), bár bizonyos körülmények között az egyes ötvözők meghatározott arányban kémiai kötéseket alkotnak egymással. (Ennek tárgyalása a metallurgia hatáskörébe tartozik.)

## A vegyületek lehetséges osztályozása
A vegyületek lehetnek:
1. Szervetlen vegyületek
Ezek osztályozása többféleképpen történhet. A hagyományos osztályozás szerint lehetnek:
- sók
- savak
- bázisok

2. Szerves vegyületek
Osztályozásuk összetételük és szerkezetük alapján történik.
- Szénhidrogének

- Alkánok
- Alkének
- Alkinek
- Aromás szénhidrogének

- Szénhidrogén-származékok

- Halogéntartalmú szénhidrogén-származékok
- Oxigéntartalmú szénhidrogén-származékok

- Alkoholok
- Karbonsavak
- Észterek

- Nitrogéntartalmú szénhidrogén-származékok

- Aminok
- Heterociklusos vegyületek

- Szénhidrátok (Szacharidok, Cukrok)
- Aminosavak és fehérjék
- Nukleinsavak

Megemlíthetjük még például a szerves eredetű, természetes és mesterséges, polimereket valamint polikondenzátumokat is, amelyek a különböző műanyagok alapanyagai lehetnek.

### Néhány további konkrét példa
- víz
- szén-dioxid
- triklór-ecetsav
- kénsav
- metanol
- szőlőcukor
- likopin stb.

## Külső hivatkozások
- http://www.sulinet.hu/tovabbtan/felveteli/ttkuj/temkemia.html